# Frank and Fearless
Frank and Fearless es una película de aventuras y comedia de 2018 protagonizada por Leon Schuster y dirigida por Gray Hofmeyr. Contó con actores locales y usó música interpretada por el Drakondale Girls 'Choir, Till You're Free Again, ganó el primer premio en el Great American Song Contest (2018) en la categoría especial. La película se centra en la caza furtiva de rinocerontes.

## Sinopsis
Fearless (Themba Ntuli), un joven que vive en la selva africana, se hace amigo de un bebé rinoceronte huérfano llamado Reini. Reini quedó huérfana por los cazadores furtivos y Fearless decide poner fin a la matanza de rinocerontes y evitar que más crias crezcan sin sus padres. Planea lograrlo secuestrando al embajador de un país del sudeste asiático, utilizando la moneda Kruger Rand que le dejó su padre para financiar el viaje y reclutar la ayuda que necesita para su misión. Fearless y Reini se unen con Dog, un Rottweiler, y Sonny Frank, (Leon Schuster), un pícaro que vive de su ingenio. 

## Producción
Las escenas se rodaron en Broederstroom, Hekpoort y gran parte de ellas en Glen Afric con la ayuda de la Rhino Pride Foundation. El Departamento de Asuntos Ambientales y SAN Parks, se incorporaron como patrocinador principal.
El director Gray Hofmeyr, en entrevista con AnimalTalk, dijo: "Tenemos toda la comedia implícita en una road movie sobre cuatro individuos diversos y extravagantes, a quienes llegamos a amar, en una búsqueda imposible, tratando y fallando de superar su diferencias y los obstáculos y males que encuentran. Que es gracioso. Y también muy emotivo, no solo para los personajes en sí, sino también para el público que mira".

## Recepción
Recibió críticas mixtas. Ethan van Diemen los resumió en su reseña para News24.

### Controversia
Existe controversia en torno a la película: es una de varias de Leon Scuster que Showmax sacó de emisión en 2020 para evaluar la sensibilidad racial. Después de una revisión, Frank and Fearless fue reintegrada.

## Música
La banda sonora fue compuesta por Nic Paton y el tema principal fue de Don Clarke.
La canción de Don Clarke, Till You're Free Again se utiliza a lo largo de la película. También ha sido utilizada por Rhino Revolution, un proyecto de conservación, para salvar a los rinocerontes.